# ویلیامز تاون، استرالیای جنوبی
ویلیامز تاون (به انگلیسی: Williamstown) یک شهرک در استرالیا است که در استرالیای جنوبی واقع شده‌است.